# Sebastian Stålberg
Sebastian Stålberg, född 6 mars 1990 i Lerum, är en svensk professionell ishockeyspelare som spelar för Sport i Liiga. Han är yngre bror till ishockeyspelaren Viktor Stålberg i NHL. 
Sebastian Stålberg har på meritlistan två SM-guld med Frölunda, 2016 och 2019. Han har också varit med om att ta hem Champions Hockey League tre gånger.